# Roy Chapman Andrews
Roy Chapman Andrews (Beloit, 26 gennaio 1884 – Beloit, 11 marzo 1960) è stato uno zoologo ed esploratore statunitense, divenuto direttore dell'American Museum of Natural History nel 1934. È noto, in primo luogo, per avere condotto una serie di spedizioni nel Deserto del Gobi e nella Mongolia, attraverso una frammentata Cina degli inizi del XX secolo. Le sue spedizioni fecero importanti scoperte e portarono all'American Museum of Natural History le prime uova fossili di dinosauro mai conosciute.

## Primi anni e istruzione
Andrews nasce il 26 gennaio 1884 a Beloit, Wisconsin, al 419 di St. Lawrence Avenue. Da bambino esplorava le foreste, i campi e le acque dei dintorni, sviluppando la sua abilità di tiratore. Da autodidatta imparò le tecniche dell'imbalsamazione e con il denaro guadagnato da questo suo hobby, si pagò l'iscrizione al Beloit College, dove divenne membro della confraternita dei Sigma Chi.
Il 31 marzo 1905, durante il suo penultimo anno al college, mentre era in barca sulle acque agitate del fiume Rock (affluente del Mississippi), la sua imbarcazione si capovolse; il suo amico, Monty White, morì nelle acque gelide, mentre Andrews riuscì a sopravvivere. L'anno seguente, dopo la laurea in zoologia, Andrews usò parte del denaro messo insieme con l'attività di imbalsamazione, per recarsi a New York e trovare un lavoro all'American Museum of Natural History. Non essendoci alcuna posizione libera, accettò un impiego come custode nel dipartimento di imbalsamazione e iniziò a collezionare esemplari per il museo. Durante gli anni seguenti, lavorò e studiò allo stesso tempo, conseguendo un Master of Arts (laurea specialistica) in mammologia, presso la Columbia University.

## Carriera
Dal 1909 al 1910, Andrews navigò a bordo della USS Albatross verso le Indie Orientali, raccogliendo serpenti e lucertole e osservando i mammiferi marini. Nel 1913, insieme a John Borden, proprietario dello schooner Adventuress, navigò verso l'Artide, sperando di catturare un esemplare di Balena della Groenlandia per l'American Museum of Natural History. Non ci riuscì, ma durante la spedizione realizzò alcuni dei migliori filmati di foche mai visti.
Sposò Yvette Borup nel 1914, con la quale, dal 1916 al 1917, guidò la Spedizione Zoologica Asiatica del museo attraverso gran parte dell'occidente e del meridione dello Yunnan, così come di altre province della Cina. Le loro esperienze sono documentate nel libro Camps and Trails in China (1918).
Nel 1920 Andrews iniziò a pianificare le spedizioni verso la Mongolia e guidò un parco di auto Dodge a ovest da Pechino. Nel 1922 la spedizione trovò un fossile di Paraceratherium (in seguito denominato Baluchitherium), un gigantesco rinoceronte senza corno, che fu spedito al museo, dove giunse il 19 dicembre. Nel corso degli anni venti si recò in Mongolia, sperando di scoprire qualcosa sull'origine dell'uomo. Non trovò nulla che riguardasse l'uomo, ma portò alla luce un tesoro nascosto di ossa di dinosauro. Durante quattro spedizioni nel Deserto del Gobi tra il 1922 e il 1925 raccolse molti fossili di dinosauri fino a quel momento sconosciuti, Protoceratops, Pinacosaurus, Saurornithoides, Oviraptor e Velociraptor, e per la prima volta nella storia, il 13 luglio 1923, furono rinvenute delle uova di dinosauro nella zona di Flaming cliffs. Inizialmente credute appartenere alla specie dei ceratopsi Protoceratops, studi successivi del 1995, rivelarono, in realtà, essere uova di theropoda Oviraptor. Nel corso delle ricerche, il paleontologo Walter W. Granger rinvenne un teschio del periodo Cretaceo. Dopo averlo esaminato, il museo inviò una lettera per informare il gruppo che il teschio era quello di un mammifero, quindi raro e di valore; ne furono portati alla luce altri.
Le spedizioni nella regione si fermarono nel 1926 e 1927. Nel 1928 le autorità Cinesi confiscarono le scoperte recuperate dalla spedizione, ma alla fine decisero di restituirle. La spedizione del 1929 venne cancellata. Nel 1930, nel corso della sua escursione finale, Andrews trovò alcuni fossili di Mastodonte. Più tardi, in quello stesso anno, ritornò negli Stati Uniti e divorziò dalla moglie, dalla quale aveva avuto due figli.
Sessant'anni dopo la prima spedizione di Andrews, l'American Museum of Natural History ritornò in Mongolia su invito del proprio governo, per continuare l'esplorazione.
Nel 1927 i Boy Scouts of America nominarono Andrews "Scout Onorario", una nuova categoria di Scout creata quello stesso anno, assegnata ai "cittadini americani i cui risultati nelle attività all'aperto, nell'esplorazione e nell'avventura degna di merito sono di una eccezionale notorietà tale da catturare l'immaginazione di ragazzi...".
Andrews si unì al Club degli Esploratori a New York nel 1908, quattro anni dopo la sua fondazione, ricoprendo la carica di presidente dal 1931 al 1934. Nel 1934 divenne direttore dell'American Museum of Natural History. Nel suo libro The Business of Exploring (1935), scrisse: "Sono nato per essere un esploratore... Non c'è mai stata nessuna decisione da prendere. Non potevo fare nient'altro ed essere felice." Nel 1942 Andrews si ritirò a Carmel-by-the-Sea, in California, dove scrisse della sua vita. Morì nel 1960 e venne seppellito nel cimitero di Oakwood, a Beloit, sua città natale.

## Influenza sulla cultura di massa
Douglas Preston dell'American Museum of Natural History, scrisse:

## Opere
Libri elencati su Worldcat:
- Monographs of the Pacific Cetacea (1914–16)
- Whale Hunting With Gun and Camera (1916)
- Camps and Trails in China (1918)
- Across Mongolian Plains (1921)
- On The Trail of Ancient Man (1926)
- Ends of the Earth (1929)
- The New Conquest of Central Asia (1932)
- This Business of Exploring (1935)
- Exploring with Andrews (1938)
- This Amazing Planet (1939)
- Under a Lucky Star (1943)
- Meet your Ancestors, A Biography of Primitive Man (1945)
- An Explorer Comes Home (1947)
- My Favorite Stories of the Great Outdoors Editor (1950)
- Quest in the Desert (1950)
- Heart of Asia: True Tales of the Far East (1951)
- Nature's Way: How Nature Takes Care of Her Own (1951)
- All About Dinosaurs (1953)
- All About Whales (1954)
- Beyond Adventure: The Lives of Three Explorers (1954)
- Quest of the Snow Leopard (1955)
- All About Strange Beasts of the Past (1956)
- In the Days of the Dinosaurs (1959)